# 더 넥스트 스텝
《더 넥스트 스텝》(영어: The Next Step)는 2013년부터 현재까지 방영된 캐나다의 십대 드라마이다.